# 飛鳴吟
〈飛鳴吟〉，古琴曲，一說為南宋琴家郭楚望所作，首見於明代的《神奇秘譜》。

## 解題
《玉梧琴譜》：「此吟郭楚望所製也。然曲之趣，言鴻之爲物，知秋而南賔，唳乎霄漢，決雲萬里，翱翔四海，其志何大也。故壯其事而寓焉。」

## 琴譜版本
收錄於《神奇秘譜》、《浙音釋字琴譜》、《風宣玄品》、《琴譜正傳》、《西麓堂琴統》、《杏莊太音補遺》、《五音琴譜》、《玉梧琴譜》、《琴書大全》等十多個琴譜中。

## 打譜版本
- 《神奇秘譜》，吳文光打譜。[3]